# Turnul de televiziune din Galați
Turnul de Televiziune Galați este un turn de 110 m înălțime din beton armat din Galați, România.

## Descriere
Construcția turnului a început în anul 1967 și a durat aproximativ un an de zile până la finalizare, până în martie 1968.
Turnul este din beton armat, constituit dintr-o coloană înaltă, prin interiorul căreia se află ascensorul care urcă către partea superioară a turnului, unde se află o construcție modulară, cilindrică, cu 3 etaje, care cuprinde un restaurant la parter, iar în cele două etaje instalații radio și meteo. Apoi se continuă încă o construcție din schele metalice pe care sunt montate emițătoare și receptoare radio.
Restaurantul este singurul din România care este împărțit pe două niveluri cu o înălțime mare între ele. Accesul în partea superioară a turnului se face doar cu liftul, având 220 de locuri la parter și cu alte 60 la înălțimea de 86 de metri. Diametrul turnului în restaurantul de sus măsoară 14 m.